# 150
150 (CL) var ett normalår som började en onsdag i den julianska kalendern.

## Händelser

### Okänt datum
- Den romerska hären består nu av 400 000 man. Av dessa finns det tio legioner på totalt 55 000 man och 140 hjälptrupper, på totalt 80 000 man, av vilka hälften är kavalleri, stationerade på Balkan och längs floden Donau; 50 000 legionärer och hjälptrupper i Britannien; 45 000 i Germanien; 20 000 i Egypten och 10 000 i Africa och Numidien.
- Germanerna i öster flyttar söderut till Karpaterna och Svarta havet.
- Markion ger ut sin egen version av Lukasevangeliet (omkring detta år).
- Världens första atlas (Ptolemaios Geographia) publiceras (omkring detta år). Omkring detta år färdigställer Ptolemaios också sitt monumentala verk Almagest. Hansgeocentriska kosmologi kommer att gälla i 1 400 år.
- Antoninus Liberalis skriver ett verk om mytologi.(Μεταμορφωσεων Συναγωγη) (omkring detta år).
- Papper, tillverkat i Kina, kommer till Turkestan.
- Detta är det enda året i den östkinesiska Handynastins Heping-era.
- Mayakulturens mellankulturperiod tar slut (omkring detta år).
- Den stora solpyramiden byggs i Teotihuacan. Det är den högsta för-columbianska byggnaden i Amerika.

## Födda
- Monoimus, arabisk gnostiker (född omkring detta år)

## Avlidna
- Liang Na, kinesisk kejsarinna.